# Infix (Linguistik)
Als Infix wird in der Linguistik ein Affix bezeichnet, das nicht in der gewöhnlichen Weise an seine Basis bzw. seinen Wortstamm angehängt wird, sondern stattdessen ins Innere des Stamms eingearbeitet wird. Definierend für Infixe ist insofern also, dass die grammatische Gliederung des Wortes und die Einheit der Morpheme nicht respektiert werden. Infixe werden stattdessen an rein lautlich definierte Stellen eingefügt, z. B. nach dem ersten Konsonanten des Wortstamms oder nach der ersten Silbe.

## Beispiele
In der philippinischen Sprache Tagalog wird das Infix -um- als Flexionsmorphem für Verben benutzt und nach dem ersten Konsonanten des Wortstamms eingefügt: 
sulat „schreib-“
sumulat „schreiben / jemand schreibt“.
Kein Infix liegt hingegen vor, wenn ein Affix neben anderen Affixen oder Stämmen im Wortinneren steht, wie zum Beispiel bei der deutschen Partizipbildung: auf-machen / auf-ge-mach-t. Hier ist ge- ein Präfix, da es seine Basis, den Verbstamm mach-, intakt lässt und vollständig davor steht. Das Wort auf-mach(en) ist, anders als beim Tagalog-Beispiel, kein einfacher Stamm, sondern eine trennbare Verbindung aus zwei Morphemen. Der Verbzusatz auf und das Präfix ge- sind also beide ohne Infigierung separat vor dem Verbstamm aufgereiht.
Weitere Beispiele für Infixe:
- Kharia: der Nominalisierer -nV- wird vor die Koda der ersten Silbe eingefügt: gɔj „sterben“ – gɔnɔj „Tod“, jib „anfassen“ – jinib „Berührung“[5]
- Sanskrit: „ich schirre an“, yunájmi (aus der Wurzel yuj-, 1. Person Singular Präsens, -na- bezeichnet eine Handlung im Präsens)
- Lasisch: „ich reiße ab“, bribs-are (aus der Wurzel bris-, -b- ist das Zeichen der 1. Person Präsens, das in anderen Fällen auch als Präfix erscheint, wie bei b-dis-dare, „ich lache“)

## Abweichende Begriffsvarianten
Neben der oben erläuterten Standarddefinition gibt es in manchen sprachwissenschaftlichen Traditionen andere Verwendungen des Begriffs. In der Grammatik des Altirischen werden Pronomen, die zwischen ein Verbpräfix und den Stamm eingefügt werden, traditionell als „Infixe“ bezeichnet; in moderner Terminologie sind sie jedoch eher als Klitika einzustufen. Beispiele siehe unter Altirische Sprache#Verben.